# Unimog 435
Der Unimog 435 ist ein Fahrzeug der Unimog-Reihe von Mercedes-Benz. Er wurde von 1975 bis 1993 insgesamt 30.726-mal in acht Baumustern im Mercedes-Benz-Werk Gaggenau gebaut. Seine technische Basis teilt er sich mit der Baureihe 425. Verkauft wurden die Fahrzeuge unter den Namen Unimog U 1300 L und Unimog U 1700 L. Bestverkauftes Modell war der U 1300 L, der vor allem als Sonderfahrzeug oft an die Bundeswehr und Feuerwehren geliefert wurde. Abgelöst wurde er durch die Baureihe 437.1. Trotz ähnlicher Modellbezeichnung gehören U 1300 und U 1300 L nicht zur selben Baureihe: Der U 1300 gehört zur Baureihe 425, der U 1300 L zur Baureihe 435.

## Modellfamilie

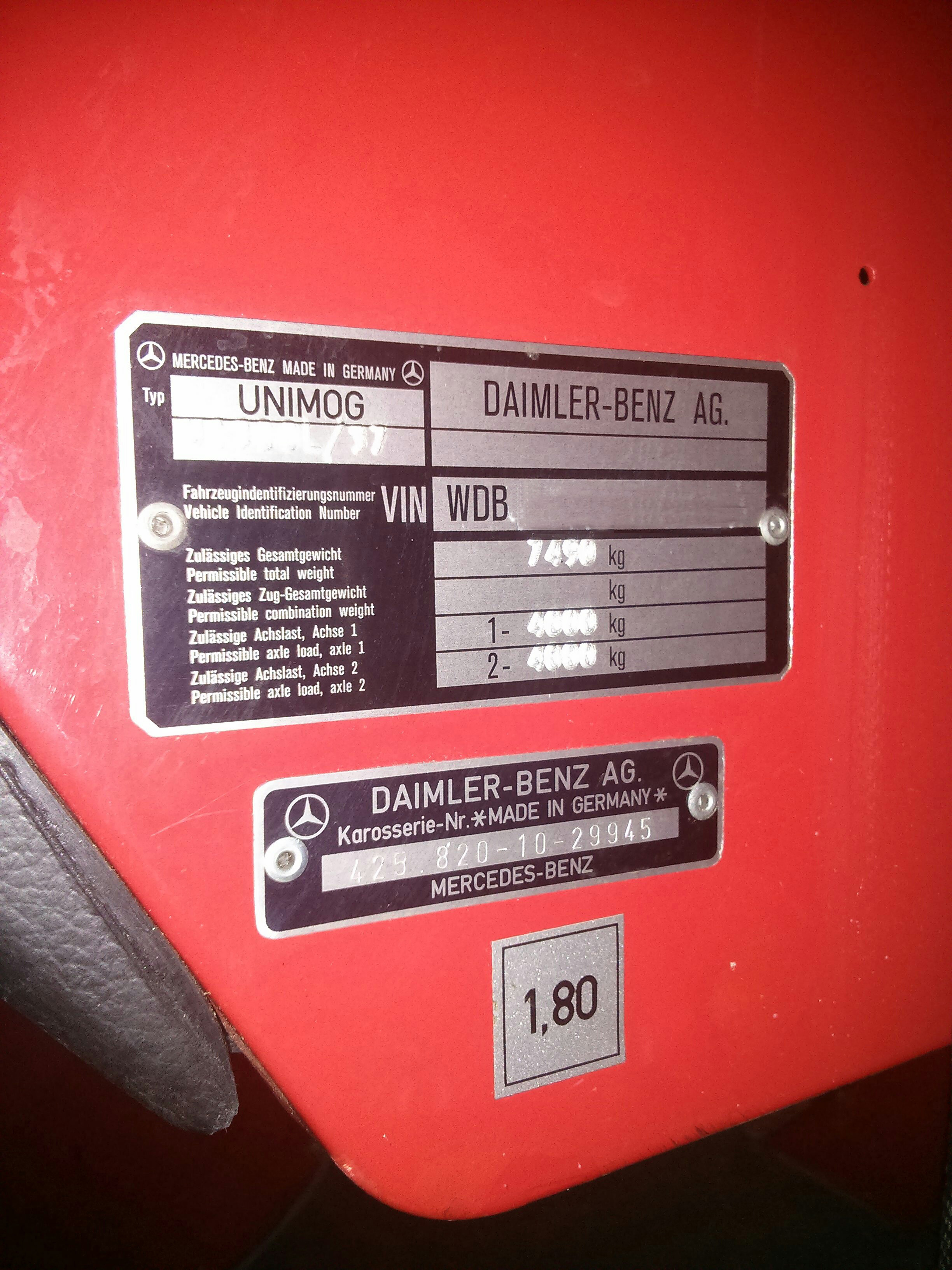
Typenschild am Fahrerhaus eines 435.115

Zusammen mit dem Unimog 435 kam der Unimog 425 auf den Markt, der von 1975 bis 1988 3125-mal gebaut wurde. Die Baureihe 425 mit 3 Baumustern hatte den normalen Radstand, die Baureihe 435 mit 8 Baumustern längere Radstände und auch stärkere Motoren. Das Fahrerhaus des Unimog 425 (Baumuster 425.820) wurde auch beim 435 verwendet.
Auf dem Unimog 435 (und auf den Nachfolgemodellen 437.1 und 437.4) basiert der Unimog 436, der von Mercedes-Benz Türk A.Ş. für die Türkei produziert wird.
Als leichtere Variante der Baureihe 425 wurde von 1976 bis 1988 der Unimog 424 11.233-mal in 6 Baumustern produziert. Auf der Baureihe 424 basierte der modernere Nachfolger Unimog 427, der 1988 gleichzeitig mit dem Unimog 437 auf den Markt kam und wie diese bis 2002 produziert wurde.

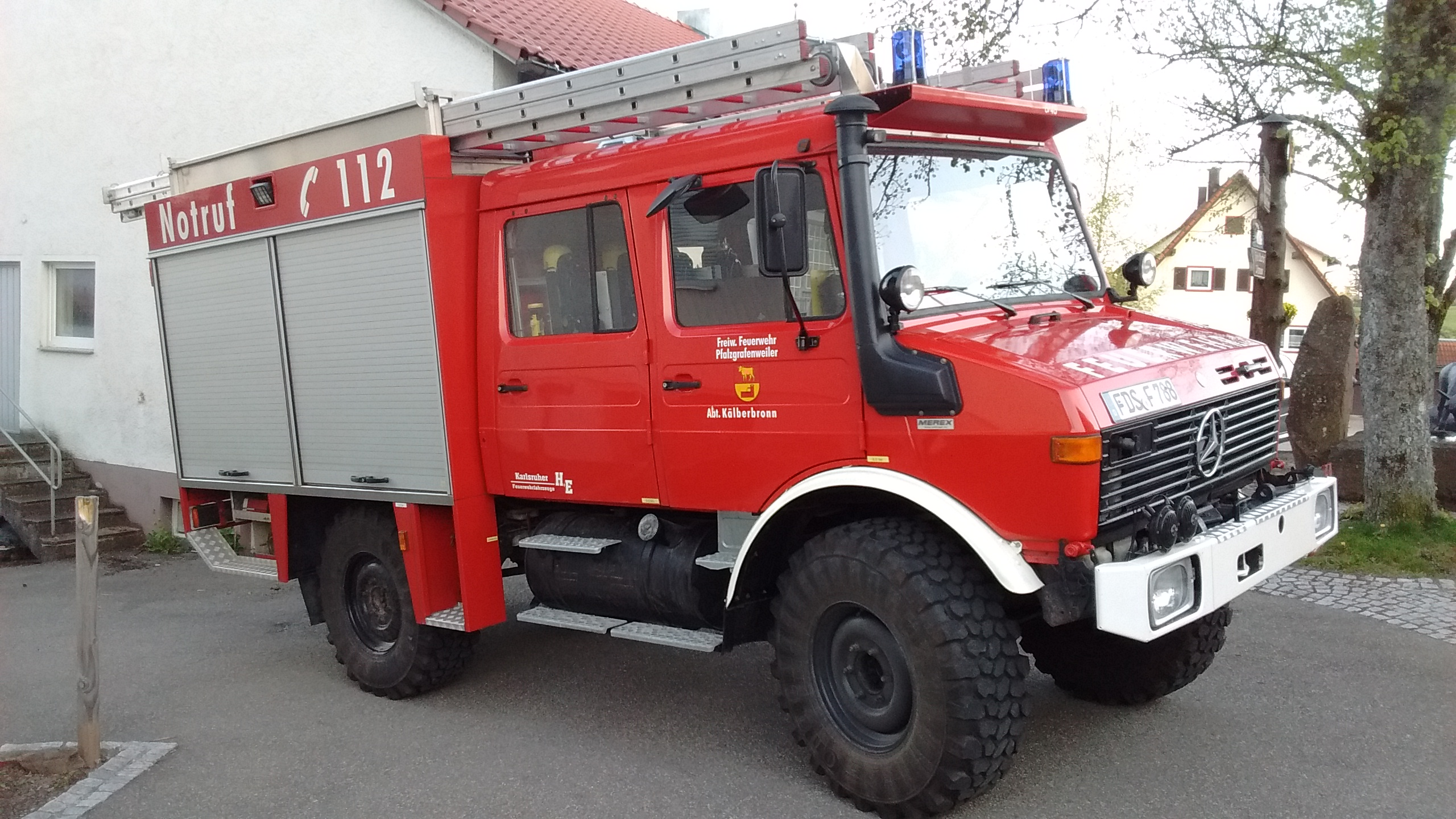
Unimog 427.111 – U1250L als TSF-W

## Baumusterübersicht

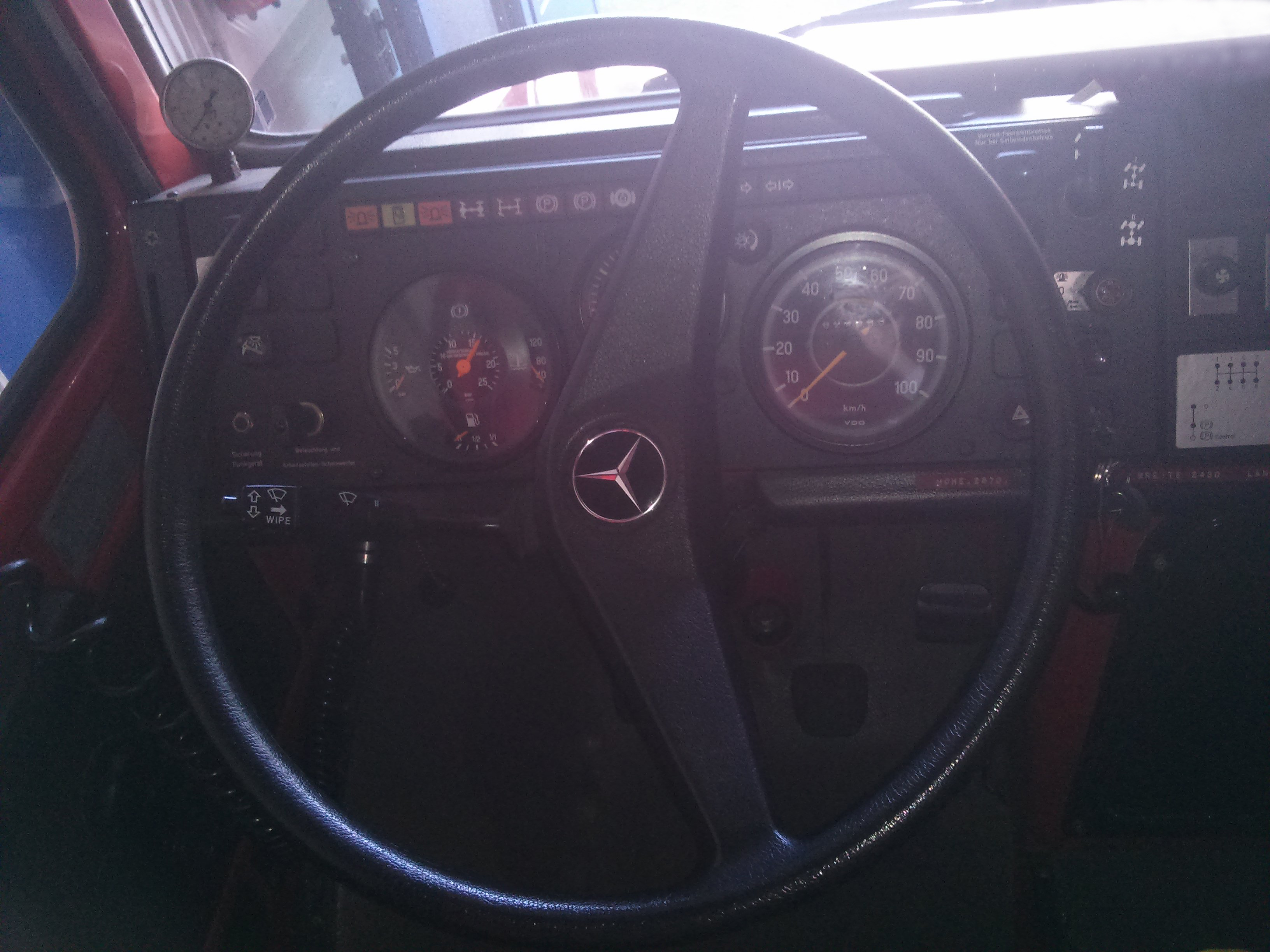
Lenkrad und Armaturenbrett eines Unimog 435

| Baumuster | Modellbezeichnung | Fahrerhaus  | Radstand | Motorleistung (kW) | Stückzahlen | Anmerkungen |
| --------- | ----------------- | ----------- | -------- | ------------------ | ----------- | ----------- |
| 435.110   | U 1700            | geschlossen | 3250 mm  | 124                | 1161        |             |
| 435.111   | U 1700 L          | geschlossen | 3250 mm  | 124                | 808         |             |
| 435.113   | U 1700 L/38       | geschlossen | 3850 mm  | 110/124            | 5898        |             |
| 435.115   | U 1300 L          | geschlossen | 3250 mm  | 96/100/115/124     | 21775       |             |
| 435.117   | U 1300 L/37       | geschlossen | 3700 mm  | 96/100/124         | 779         |             |
| 435.160   | Thyssen TM 170    |             | 3250 mm  | 124                | 290         | Teilesatz   |
| 435.161   | Thyssen TM 215    |             | 3250 mm  | 157                | 15          | Teilesatz   |
| 435.170   | Thyssen Condor    |             | 3275 mm  | 124/170            | ?           | Teilesatz   |

## Technik
Der Unimog 435 bildet zusammen mit dem 425 die erste schwere Unimogbaureihe mit „eckigem“ Fahrerhaus und ist als 7,5-Tonner ausgelegt. Wie auch der Vorgänger Unimog S hat er einen gekröpften Leiterrahmen und an Schubrohren und Panhardstäben geführte starre Portalachsen mit  Schraubenfedern vorn und hinten. Gebaut wurde der Unimog mit drei verschiedenen Radständen, 3250, 3700 und 3850 mm. Es kann zwischen Hinterrad- und Allradantrieb umgeschaltet werden. Serienmäßig ist ein vollsynchronisiertes Achtganggetriebe mit eingebaut, das gegebenenfalls um eine Arbeitsuntersetzung und einen Kriechgang erweitert werden konnte. Die Differenziale sind sperrbar. Je nach Achsübersetzung in den Differenzialen sowie den Radvorgelegen der Portalachse und je nach Motor liegt die Höchstgeschwindigkeit im Bereich zwischen 80 und 110 km/h. Das Bremssystem ist ein druckluftbetätigtes, hydraulisches Zweikreisbremssystem mit Scheibenbremsen, wahlweise auch mit Druckluft-Anhängerbremsanlage. Auch eine Motorstaubremse war erhältlich. Gelenkt wird mit hydraulischer Unterstützung. Es wurden direkteinspritzende Reihensechszylinderdieselmotoren der Baureihe OM 352 mit und ohne Turboaufladung der Marke Mercedes-Benz eingebaut.

### Technische Daten
|                                | U 1300 L                                                                             | U 1300 L                                                                             | U 1700 L                                                                             |
| ------------------------------ | ------------------------------------------------------------------------------------ | ------------------------------------------------------------------------------------ | ------------------------------------------------------------------------------------ |
| Bauzeit                        | 1975–1993                                                                            | 1975–1993                                                                            | 1975–1993                                                                            |
| Motor                          | Reihensechszylinderdieselmotor mit Direkteinspritzung                                | Reihensechszylinderdieselmotor mit Direkteinspritzung                                | Reihensechszylinderdieselmotor mit Direkteinspritzung                                |
| Motoraufladung                 | Keine                                                                                | Turbolader ohne Ladeluftkühler                                                       | Turbolader ohne Ladeluftkühler                                                       |
| Motortyp                       | OM 352.961                                                                           | OM 366 A                                                                             | OM 352.959 A                                                                         |
| Bohrung × Hub, Hubraum         | 97 mm × 128 mm 5675 cm3                                                              | 97 mm × 133 mm 5955 cm3                                                              | 97 mm × 128 mm 5675 cm3                                                              |
| Leistung (kW)                  | 96                                                                                   | 100/2400 min−1 LKW2T Mil 125/2600 min−1                                              | 124                                                                                  |
| max. Drehmoment (Nm)           | 363                                                                                  | 520                                                                                  | 520                                                                                  |
| Getriebe, serienmäßig          | 8-Gang-Schaltgetriebe mit 4 Rückwärtsgängen                                          | 8-Gang-Schaltgetriebe mit 4 Rückwärtsgängen                                          | 8-Gang-Schaltgetriebe mit 4 Rückwärtsgängen                                          |
| Antrieb, serienmäßig           | Hinterradantrieb mit zuschaltbarem Allradantrieb, Front- & Heckdifferenzial sperrbar | Hinterradantrieb mit zuschaltbarem Allradantrieb, Front- & Heckdifferenzial sperrbar | Hinterradantrieb mit zuschaltbarem Allradantrieb, Front- & Heckdifferenzial sperrbar |
| Höchstgeschwindigkeit, (km/h)  | 80–110                                                                               | 80–110                                                                               | 80–110                                                                               |
| Kraftstoffverbrauch (l/100 km) | 17,5–19                                                                              | 20–22                                                                                | 20–22                                                                                |
| Wendekreis (mm)                | 14.100                                                                               | 14.100                                                                               | 16.300                                                                               |
| Böschungswinkel (bergauf)      | 46°                                                                                  | 46°                                                                                  | 46°                                                                                  |
| Böschungswinkel (bergab)       | 51°                                                                                  | 51°                                                                                  | 51°                                                                                  |
| Bodenfreiheit (mm)             | 440                                                                                  | 440                                                                                  | 440                                                                                  |
| Wattiefe (mm)                  | 1000                                                                                 | 1000                                                                                 | 1000                                                                                 |